# 荏田宿

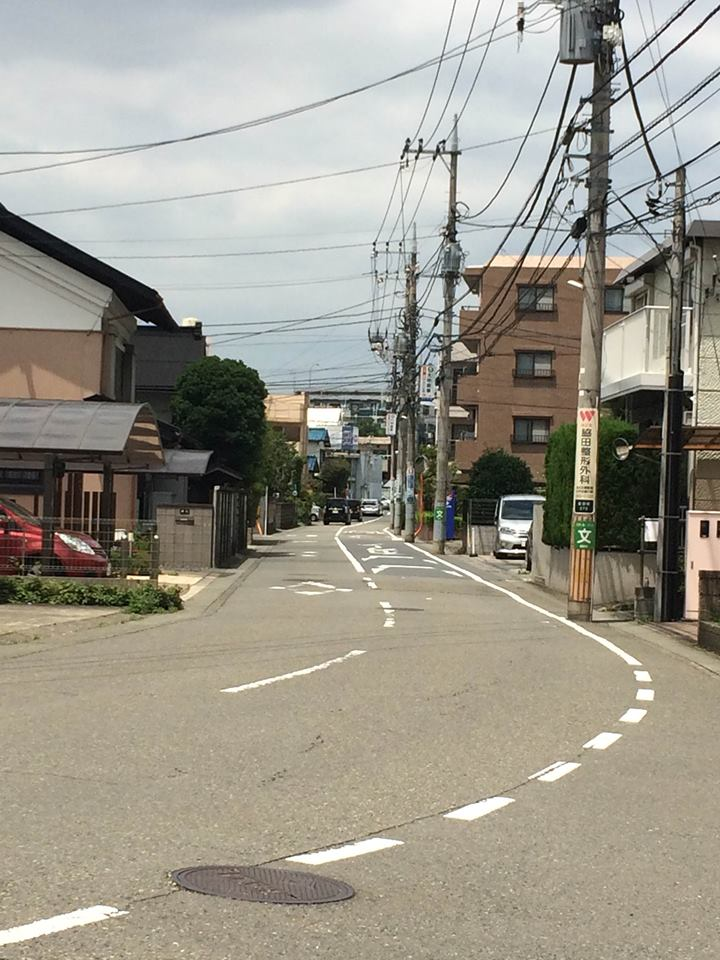
荏田宿（2016年7月撮影）

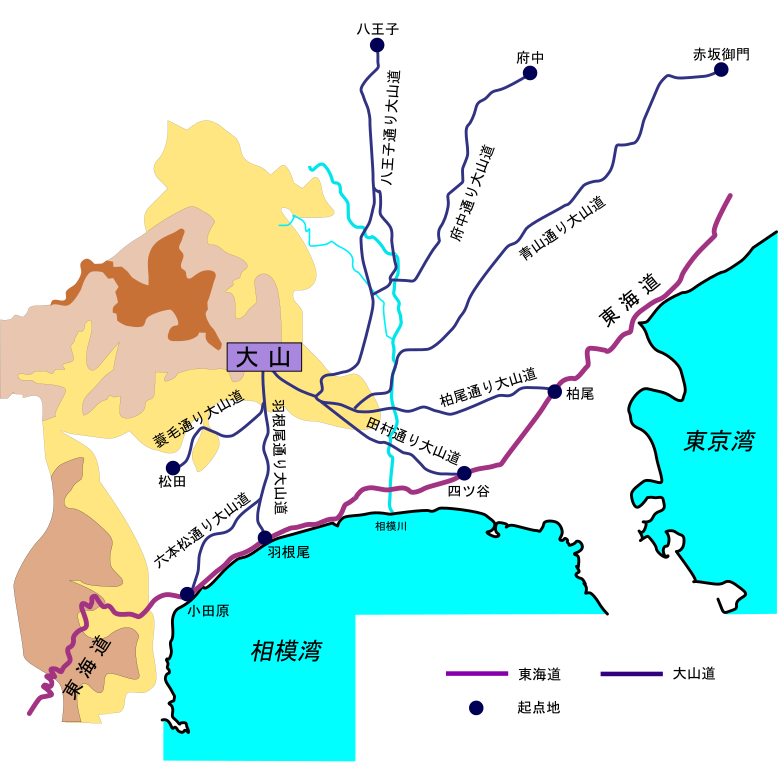
大山道(主要8道)。

荏田宿（えだじゅく）は、かつて武蔵国都筑郡荏田村（現・神奈川県横浜市青葉区荏田町）にあり、大山道（矢倉沢往還）が通っていた宿場。
旅籠屋をはじめ、さまざまな商人・職人が居住し、合計二十数軒の家屋が連なっていたが、1894年（明治27年）の火災により焼失した。
荏田宿の周辺には多数の古墳のほか、荏田城址など、各時代の遺跡が残る。現在、旧荏田宿周辺では国道246号と旧道（新横浜元石川線）が交差するほか、東名高速道路、東急田園都市線が通行しており、長者原遺跡（都筑郡の郡衙の跡）など、インフラ整備に伴い失われた遺跡もあるが、数カ所で当時の様子を偲ぶことができる。

## 歴史
荏田宿の発祥は、江戸時代初期までさかのぼる。江戸時代の大山道（矢倉沢往還）は、大山へ詣でる人々や江戸への物流の道として盛んに利用されていた。荏田宿は「お江戸日本橋を朝発ちて、夕方たどり着くのが荏田の宿」といわれた。その理由は、江戸から七里（約27.49キロメートル）の荏田宿は足の弱い子女連れの旅や悪天候の日の場合に、江戸から一日目の宿として適していたためである。
荏田宿は西に向かって下宿、中宿、上宿の3つに分かれていた。1863年（文久3年）頃には35軒の宿と店が矢倉沢往還沿いにあったという。それより前の1831年（天保2年）、画家・思想家であった渡辺崋山が矢倉沢往還を旅行した際、荏田宿の旅籠升屋に宿泊した。華山の著した『游相日記』の中に関連する記述が見られる。しかし、荏田宿は1894年（明治27年）の火災により焼失したため、往時の面影を残すものはない。
2016年（平成28年）、荏田宿の旧宿場町エリア内2か所に江戸時代の屋号や宿場町全体の様子などを載せた案内看板が設置された。この案内看板は、地元の荏田宿保存会が作成したものである。保存会発起人の一人が「先人たちが脈々とつないできたものを形にして残したい」と計画し、当時の史料に記載されていた34軒中、連絡が取れた20軒の賛同により保存会が材料費などを負担して制作したものである。

## 名所・旧跡
荏田宿常夜燈
東名高速道路方面から荏田宿の屋並みに入ってしばらく歩くと、民家の入り口脇に常夜燈が建立されている。常夜燈の基礎は方形で、撥型の竿を持つ。中台は「秋葉山」、中間部（中台と竿の間）には「中宿」、竿部分に「常夜燈」と刻み込まれ、塔の高さは230センチメートルを測る。1861年（文久元年）に建立され「八月吉日」の銘が刻まれている。
この常夜燈は秋葉講の案内宿に建てられたもので、建立に際しては荏田宿のほかに神奈川宿・市ヶ尾村・諏訪河原村（現在の川崎市）などから寄付を集めた。建立を手がけたのは、神地村（現在の川崎市中原区上小田中）の石工、松原伝右エ門である。1989年（平成元年）12月25日、「当時の宿の繁栄を語るもの」として横浜市の地域史跡に登録された。所在地は横浜市青葉区荏田町305番地の1。
庚申塔
荏田宿の江戸方面からの出入口には、早渕川という川が流れている。川の脇には小さな堂が建立されており、堂内には1793年（寛政5年）に当地の婦人たちが建てた庚申塔が安置されている。庚申信仰は当地に根づいていて、1994年（平成6年）11月に堂宇が改築された。

## 文化財
荏田宿まねき看板
江戸時代に当地にあった旅籠柏屋の蔵の2階に、42枚のまねき看板が一括で保存されていた。看板の内容は大山講関連が30枚、冨士講・愛染講などが12枚の計42枚である。これらは江戸に住む大山講などの講員たちが作って、柏屋に宿泊するごとに入口の壁などに掲げて旅行の目的や講中の表示などを示したものである。大山講関連の看板が大多数を占めているため、制作年月から大山への夏山詣での際に新調されたことが推定できる。
制作年が記録されているまねき看板で最古のものは、大山講関連の1806年（文化3年）、富士講関連の1801年（享和3年）であり、最新のものは大山講の1862年（文久2年）である。これらのまねき看板は、横浜市歴史博物館で常設展示されている。

## 交通アクセス
鉄道
- 東急田園都市線 江田駅下車

## 隣の宿場
溝口宿 - 荏田宿 - 長津田宿
- 長津田宿との距離は2里[15]

## ギャラリー

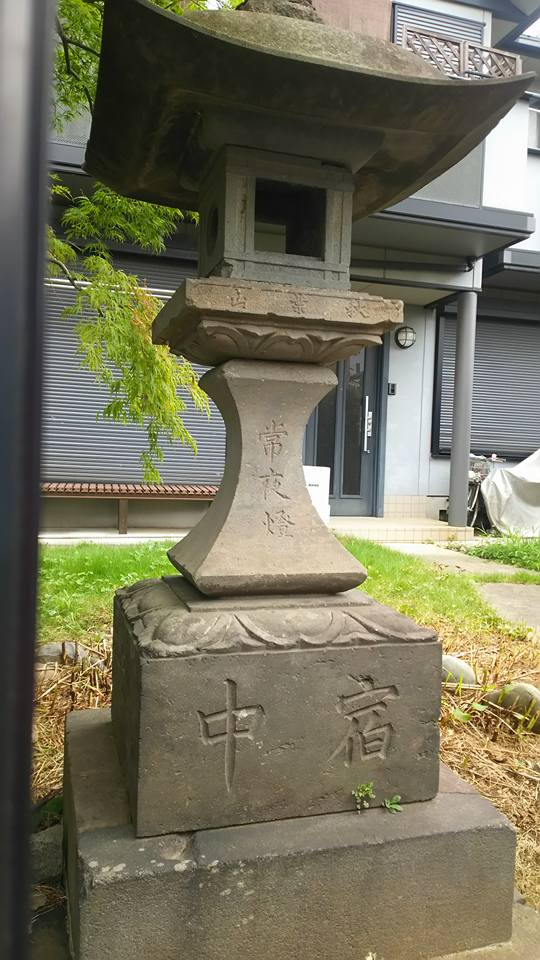
中宿の荏田宿常夜燈
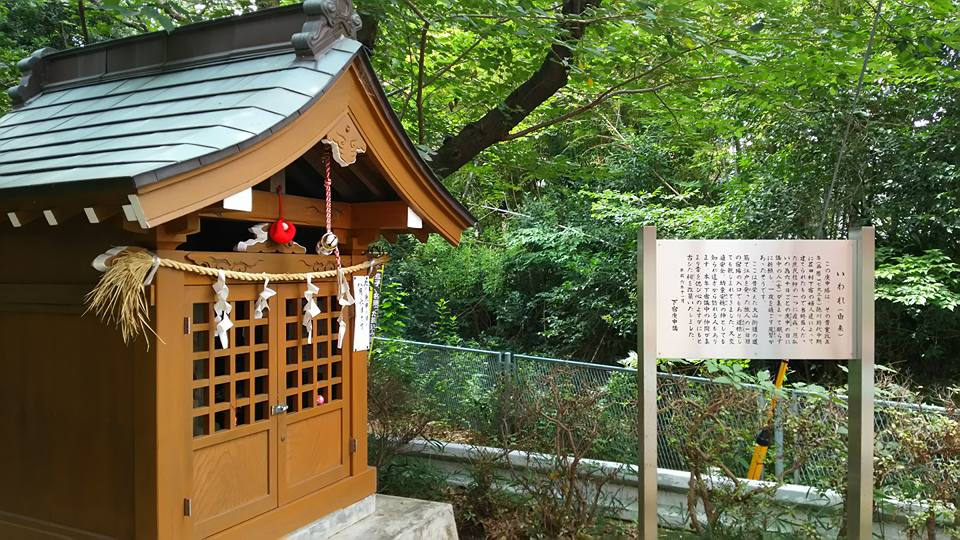
下宿の庚申塔
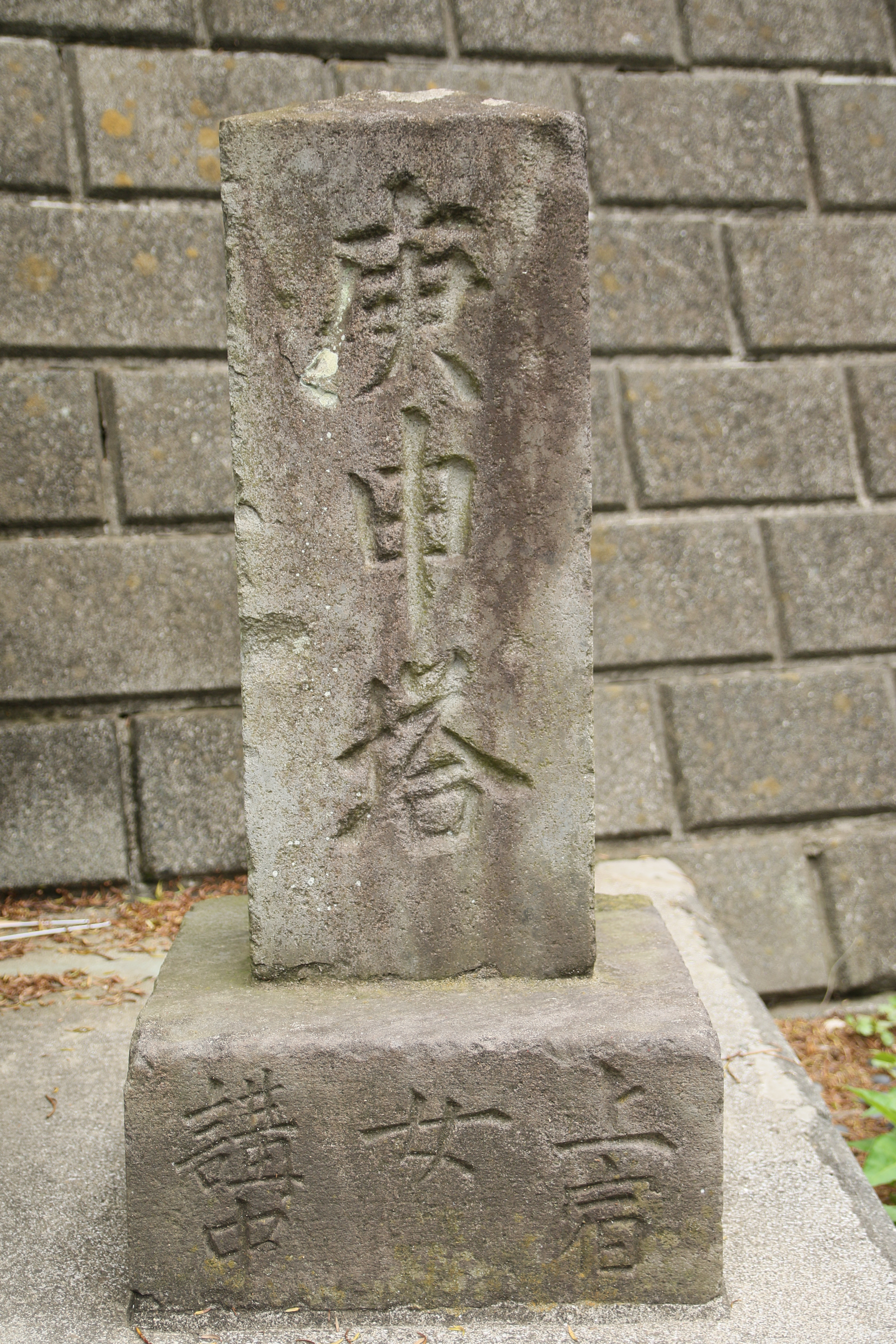
真福寺門前の上宿講中による庚申塔